# Nội năng
Trong nhiệt động lực học, nội năng (U) của một hệ là năng lượng chứa trong hệ, không bao gồm động năng chuyển động của hệ và thế năng của hệ do trường lực bên ngoài. Nó chỉ tính đến việc tăng và giảm năng lượng của hệ xảy ra do thay đổi trạng thái bên trong. Nói cách khác, nội năng là tổng động năng và thế năng của các phân tử cấu tạo nên vật. Nhiệt độ của vật càng cao thì nhiệt năng của vật càng lớn.
Nội năng của hệ có thể bị thay đổi bằng sự truyền nhiệt hoặc bằng cách tác dụng công. Nhiệt lượng là số đo độ biến thiên nội năng trong quá trình truyền nhiệt: {\displaystyle \Delta U=Q}
Biểu thức tính nhiệt lượng:
{\displaystyle Q=mc\Delta T}
Trong đó:
Q: nhiệt lượng tỏa ra hay thu vào
m: khối lượng (kg)
c: nhiệt dung riêng của chất (J/kg.K)
{\displaystyle \Delta T}: độ biến thiên nhiệt độ (K)
Khi truyền vật chất bị ngăn cản bởi tường chứa không thấm, hệ được xem là hệ kín. Khi đó định luật I nhiệt động lực học cho rằng sự tăng nội năng bằng với tổng nhiệt được thêm vào cộng công tác đụng vào hệ bởi môi trường xung quanh. Nếu tường chứa không cho cả vật chất và năng lượng đi qua, hệ được xem là bị cô lập và nội năng không thể bị thay đổi. Định luật I nhiệt động lực học có thể được coi là xác lập sự tồn tại của nội năng.
Nội năng là một trong hai hàm trạng thái cốt yếu của biến trạng thái của một hệ nhiệt động lực học.

## Mô tả và định nghĩa
Nội năng U của một trạng thái được cho của hệ được xác định theo nội năng của trạng thái tiêu chuẩn của hệ, bằng cách cộng sự truyền năng lượng vĩ mô mà đi kèm với sự thay đổi trạng thái từ trạng thái tham chiếu đến trạng thái đã cho:
{\displaystyle \Delta U=\sum _{i}E_{i}\,}
với ΔU là chênh lệch giữa nội năng của trạng thái đã cho và trạng thái tham chiếu,
và Ei là các loại năng lượng khác nhau được truyền vào hệ theo các bước từ trạng thái tham chiếu đến trạng thái đã cho.
Nó là năng lượng cần có để tạo ra trạng thái đã cho từ trạng thái tham chiếu.
Từ một quan điểm vi mô không tương đối, nó có thể được chia thành thế năng vi mô (tnvm), Utnvn, và động năng vi mô (dnvm), Udnvm, hợp thành:
{\displaystyle U=U_{\mathrm {tnvn} }+U_{\mathrm {dnvm} }}
Động năng vi mô của hệ có được bằng tổng chuyển động của toàn bộ hạt của hệ so với một trọng tâm, bất kể nó là chuyển động của nguyên tử, phân tử, nguyên tử hạt nhân, hạt electron, hay các hạt khác. Các thành phần số học cấu thành thế năng vi mô là các liên kết hạn hóa học và nguyên tử, và trường lực vật lý trong hệ, như là điện cảm ứng bên trong hoặc mô men lưỡng cực từ, cũng như năng lượng biến dạng của bật rắn (ứng suất-sức căng). Thường thì việc chia thành động năng và thế năng vi mô nằm ngoài phạm vi nhiệt động lực học vĩ mô.

## Nội năng trong khí lý tưởng
Nội năng của n mol khí lý tưởng có dạng: {\displaystyle U=nC_{V}T}. Trong đó {\displaystyle C_{V}} là nhiệt dung mol đẳng tích của khí, T là nhiệt độ (K)